# WTA Auckland Open
WTA Auckland Open, oficiálně ASB Classic, je oficiální název profesionálního tenisového turnaje žen, pořádaného v největším novozélandském městě Auckland. Obnovený turnaj se koná od roku 1986 v areálu ASB Tennis Centre. V rámci WTA Tour je od sezóny 2021 zařazen do kategorie WTA 250, která nahradila kategorii International. Probíhá první lednový týden na úvod ženské sezóny. V roce 2008 byl zelený tvrdý povrch Rebound Ace nahrazen modrým krytem otevřených dvorců Plexicushion, který v sezóně 2020 vystřídal GreenSet. Změna se odehrála současně s výměnou povrchu na melbournském grandslamu Australian Open. 
Do soutěže dvouhry nastupuje třicet dva tenistek a čtyřhry se účastní šestnáct párů. Dva singlové tituly v řadě získaly Němka Julia Görgesová (2018, 2019), Řekyně Eleni Daniilidou (2003, 2004) a Američanka Patty Fendicková (1988, 1989).

## Historie
V roce 1956 se v Aucklandu uskutečnil premiérový ročník mezinárodního turnaje Auckland Championship. Do roku 1981 se jednalo o společnou událost mužů a žen, v otevřené éře (od roku 1968) probíhající pod názvem Auckland Open. Následně se na třicet čtyři let ženská část odloučila. V roce 1986 byla obnovena ženská polovina. Odehrává se týden před mužským turnajem ATP Auckland Open.
V sezóně 2016 došlo opět ke sloučení obou částí – na ASB Classic 2016 –, v souvislosti s umenšením sponzorské role firmy Heineken. Důvodem se stala legislativní restrikce na sponzoring alkoholových produktů. Generální sponzor ženské části, bankovní dům ASB, tak převzal záštitu i nad mužským turnajem. Mužská i ženská část byly v letech 2021 a 2022 zrušeny pro vládní omezení vztahující se k pandemii covidu.

## Přehled finále

### Dvouhra
| Rok  | vítězka                           | finalistka                        | výsledek                          |
| ---- | --------------------------------- | --------------------------------- | --------------------------------- |
| 2025 | Clara Tausonová                   | Naomi Ósakaová                    | 4–6, 0–0skreč                     |
| 2024 | Coco Gauffová (2)                 | Elina Svitolinová                 | 6–7(4–7), 6–3, 6–3                |
| 2023 | Coco Gauffová                     | Rebeka Masárová                   | 6–1, 6–1                          |
| 2022 | zrušeno kvůli pandemii koronaviru | zrušeno kvůli pandemii koronaviru | zrušeno kvůli pandemii koronaviru |
| 2021 | zrušeno kvůli pandemii koronaviru | zrušeno kvůli pandemii koronaviru | zrušeno kvůli pandemii koronaviru |
| 2020 | Serena Williamsová                | Jessica Pegulaová                 | 6–3, 6–4                          |
| 2019 | Julia Görgesová (2)               | Bianca Andreescuová               | 2–6, 7–5, 6–1                     |
| 2018 | Julia Görgesová                   | Caroline Wozniacká                | 6–4, 7–6(7–4)                     |
| 2017 | Lauren Davisová                   | Ana Konjuhová                     | 6–3, 6–1                          |
| 2016 | Sloane Stephensová                | Julia Görgesová                   | 7–5, 6–2                          |
| 2015 | Venus Williamsová                 | Caroline Wozniacká                | 2–6, 6–3, 6–3                     |
| 2014 | Ana Ivanovićová                   | Venus Williamsová                 | 6–2, 5–7, 6–4                     |
| 2013 | Agnieszka Radwańská               | Yanina Wickmayerová               | 6–4, 6–4                          |
| 2012 | Čeng Ťie                          | Flavia Pennettaová                | 2–6, 6–3, 2–0skreč                |
| 2011 | Gréta Arnová                      | Yanina Wickmayerová               | 6–3, 6–3                          |
| 2010 | Yanina Wickmayerová               | Flavia Pennettaová                | 6–3, 6–2                          |
| 2009 | Jelena Dementěvová                | Jelena Vesninová                  | 6–4, 6–1                          |
| 2008 | Lindsay Davenportová              | Aravane Rezaïová                  | 6–2, 6–2                          |
| 2007 | Jelena Jankovićová                | Věra Zvonarevová                  | 7–6(11–9), 5–7, 6–3               |
| 2006 | Marion Bartoliová                 | Věra Zvonarevová                  | 6–2, 6–2                          |
| 2005 | Katarina Srebotniková             | Šinobu Asagoeová                  | 5–7, 7–5, 6–4                     |
| 2004 | Eleni Daniilidou                  | Ashley Harkleroadová              | 6–3, 6–2                          |
| 2003 | Eleni Daniilidou                  | Yoon Jeong Cho                    | 6–4, 4–6, 7–6(7–2)                |
| 2002 | Anna Smašnovová                   | Tatiana Panovová                  | 6–2, 6–2                          |
| 2001 | Meilen Tuová                      | Paola Suárezová                   | 7–6(12–10), 6–2                   |
| 2000 | Anne Kremerová                    | Cara Blacková                     | 6–4, 6–4                          |
| 1999 | Julie Halardová                   | Dominique Van Roostová            | 6–4, 6–1                          |
| 1998 | Dominique Van Roostová            | Silvia Farinová Eliová            | 4–6, 7–6, 7–5                     |
| 1997 | Marion Marusková                  | Judith Wiesnerová                 | 6–3, 6–1                          |
| 1996 | Sandra Cacicová                   | Barbara Paulusová                 | 6–3, 1–6, 6–4                     |
| 1995 | Nicole Bradkteová                 | Ginger Helgeson Nielsen           | 3–6, 6–2, 6–1                     |
| 1994 | Ginger Helgeson Nielsen           | Ines Gorrochateguiová             | 7–6(7–4), 6–3                     |
| 1993 | Elna Reinachová                   | Caroline Kuhlmanová               | 6–0, 6–0                          |
| 1992 | Robin Whiteová                    | Andrea Strnadová                  | 2–6, 6–4, 6–3                     |
| 1991 | Eva Švíglerová                    | Andrea Strnadová                  | 6–2, 0–6, 6–1                     |
| 1990 | Leila Meschiová                   | Sabine Appelmansová               | 6–1, 6–0                          |
| 1989 | Patty Fendicková                  | Belinda Cordwellová               | 6–2, 6–0                          |
| 1988 | Patty Fendicková                  | Sara Gomerová                     | 6–3, 7–6                          |
| 1987 | Gretchen Magersová                | Terry Phelpsová                   | 6–2, 6–3                          |
| 1986 | Anne Hobbsová                     | Louise Fieldová                   | 6–3, 6–1                          |

### Čtyřhra
| Rok  | vítězky                                     | finalistky                                       | výsledek                          |
| ---- | ------------------------------------------- | ------------------------------------------------ | --------------------------------- |
| 2025 | Ťiang Sin-jü Wu Fang-sien                   | Aleksandra Krunićová Sabrina Santamariová        | 6–3, 6–4                          |
| 2024 | Anna Danilinová Viktória Hrunčáková         | Marie Bouzková Bethanie Matteková-Sandsová       | 6–3, 6–7(5–7), [10–8]             |
| 2023 | Miju Katová Aldila Sutjiadiová              | Leylah Fernandezová Bethanie Mattek-Sandsová     | 1–6, 7–5, [10–4]                  |
| 2022 | zrušeno kvůli pandemii koronaviru           | zrušeno kvůli pandemii koronaviru                | zrušeno kvůli pandemii koronaviru |
| 2021 | zrušeno kvůli pandemii koronaviru           | zrušeno kvůli pandemii koronaviru                | zrušeno kvůli pandemii koronaviru |
| 2020 | Asia Muhammadová Taylor Townsendová         | Serena Williamsová Caroline Wozniacká            | 6–4, 6–4                          |
| 2019 | Eugenie Bouchardová Sofia Keninová          | Paige Mary Houriganová Taylor Townsendová        | 1–6, 6–1, [10–7]                  |
| 2018 | Sara Erraniová Bibiane Schoofsová           | Eri Hozumiová Miju Katová                        | 7–5, 6–1                          |
| 2017 | Kiki Bertensová Johanna Larssonová          | Demi Schuursová Renata Voráčová                  | 6–2, 6–2                          |
| 2016 | Elise Mertensová An-Sophie Mestachová       | Danka Kovinićová Barbora Strýcová                | 2–6, 6–3, [10–5]                  |
| 2015 | Sara Erraniová Roberta Vinciová             | Šúko Aojamová Renata Voráčová                    | 6–2, 6–1                          |
| 2014 | Sharon Fichmanová Maria Sanchezová          | Lucie Hradecká Michaëlla Krajiceková             | 2–6, 6–0, [10–4]                  |
| 2013 | Cara Blacková Anastasia Rodionovová         | Julia Görgesová Jaroslava Švedovová              | 2–6, 6–2, [10–5]                  |
| 2012 | Andrea Hlaváčková Lucie Hradecká            | Julia Görgesová Flavia Pennettaová               | 6–7(2–7), 6–2, [10–7]             |
| 2011 | Květa Peschkeová Katarina Srebotniková      | Sofia Arvidssonová Marina Erakovicová            | 6–3, 6–0                          |
| 2010 | Cara Blacková Liezel Huberová               | Natalie Grandinová Laura Granvilleová            | 7–6(7–4), 6–2                     |
| 2009 | Nathalie Dechyová Mara Santangelová         | Nuria L. Vivesová Arantxa P. Santonjaová         | 4–6, 7–6(7–3), [12–10]            |
| 2008 | Maria Korytcevová Lilia Osterlohová         | Martina Müllerová Barbora Strýcová               | 6–3, 6–4                          |
| 2007 | Janette Husárová Paola Suárezová            | Sie Šu-wej Shikha Uberoiová                      | 6–0, 6–2                          |
| 2006 | Jelena Lichovcevová Věra Zvonarevová        | Émilie Loitová Barbora Strýcová                  | 6–3, 6–4                          |
| 2005 | Šinobu Asagoeová Katarina Srebotniková      | Leanne Bakerová Francesca Lubianiová             | 6–3, 6–3                          |
| 2004 | Mervana Jugićová Jelena Kostanićová         | Virginia Ruanová Pascualová Paola Suárezová      | 7–6(8–6), 3–6, 6–1                |
| 2003 | Teryn Ashleyová Abigail Spearsová           | Cara Blacková Jelena Lichovcevová                | 6–2, 2–6, 6–0                     |
| 2002 | Nicole Arendtová Liezel Huberová            | Květa Peschkeová Henrieta Nagyová                | 7–5, 6–4                          |
| 2001 | Alexandra Fusaiová Rita Grandeová           | Emmanuelle Gagliardiová Barbara Schettová        | 7–6(7–4), 6–3                     |
| 2000 | Cara Blacková Alexandra Fusaiová            | Barbara Schwartzová Patricia Wartuschová         | 3–6, 6–3, 6–4                     |
| 1999 | Silvia Farinaová Barbara Schettová          | Seda Noorlanderová Marlene Weingärtnerová        | 6–2, 7–6                          |
| 1998 | Nana Mijagiová Tamarine Tanasugarnová       | Julie Halardová Janette Husárová                 | 7–6, 6–4                          |
| 1997 | Janette Husárová Dominique Monamiová        | Aleksandra Olszaová Elena Wagnerová              | 6–2, 6–7, 6–3                     |
| 1996 | Els Callensová Julie Halardová              | Jill Hetheringtonová Kristine Kunceová           | 6–1, 6–0                          |
| 1995 | Jill Hetheringtonová Elna Reinachová        | Laura Golarsaová Caroline Visová                 | 7–6, 6–2                          |
| 1994 | Patricia Hy-Boulaisová Mercedes Pazová      | Jenny Byrneová Julie Richardsonová               | 6–4, 7–6                          |
| 1993 | Isabelle Demongeotová Elna Reinachová       | Jill Hetheringtonová Kathy Rinaldiová Stunkelová | 6–2, 6–4                          |
| 1992 | Rosalyn Fairbanková Raffaella Reggiová      | Jill Hetheringtonová Kathy Rinaldiová Stunkelová | 1–6, 6–1, 7–5                     |
| 1991 | Patty Fendicková Larisa Neilandová          | Jo-Anne Faullová Julie Richardsonová             | 6–3, 6–3                          |
| 1990 | Natalia Medveděvová Leila Meschiová         | Jill Hetheringtonová Robin Whiteová              | 3–6, 6–3, 7–6                     |
| 1989 | Patty Fendicková Jill Hetheringtonová       | Elizabeth Smylieová Janine Thompsonová           | 6–4, 6–4                          |
| 1988 | Patty Fendicková Jill Hetheringtonová       | Cammy MacGregorová Cynthia MacGregorová          | 6–2, 6–1                          |
| 1987 | Anna Maria Fernándezová Julie Richardsonová | Gretchen Magersová Elizabeth Minterová           | 4–6, 6–4, 6–2                     |
| 1986 | Anne Hobbsová Candy Reynoldsová             | Lea Antonoplisová Adriana Villagranová           | 6–1, 6–3                          |

### Auckland Championship/Open

#### Dvouhra (1956–1982)
| Rok  | vítězka                                                      | finalistka                                                   | výsledek              |
| ---- | ------------------------------------------------------------ | ------------------------------------------------------------ | --------------------- |
| 1974 | Evonne Goolagongová                                          | Ann Kiyomurová                                               | 6–3, 6–1              |
| 1975 | Evonne Goolagongová                                          | Linda Mottramová                                             | 6–2, 7–5              |
| 1976 | Sue Barkerová vs. Helga Niessenová Masthoffová sdílený titul | Sue Barkerová vs. Helga Niessenová Masthoffová sdílený titul | 6–5přerušeno pro déšť |
| 1977 | Heidi Eisterlehnerová                                        | Karen Krantzckeová                                           | 6–4, 6–4              |
| 1978 | Helena Anliotová                                             | Marilyn Teschová                                             | 6–4, 6–3              |
| 1979 | Pam Whytcrossová                                             | Brenda Perryová                                              | 6–3, 7–5              |
| 1980 | Janet Newberryová                                            | Judy Connorová Chalonerová                                   | 6–2, 6–1              |
| 1981 | Pam Whytcrossová (2)                                         | Chris Newtonová                                              | 3–6, 6–4, 6–1         |
| 1982 | Susan Hageyová                                               | Belinda Cordwellová                                          | 6–4, 6–2              |

## Galerie

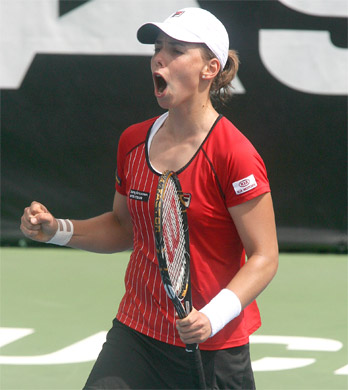
Marina Erakovicová, 2009
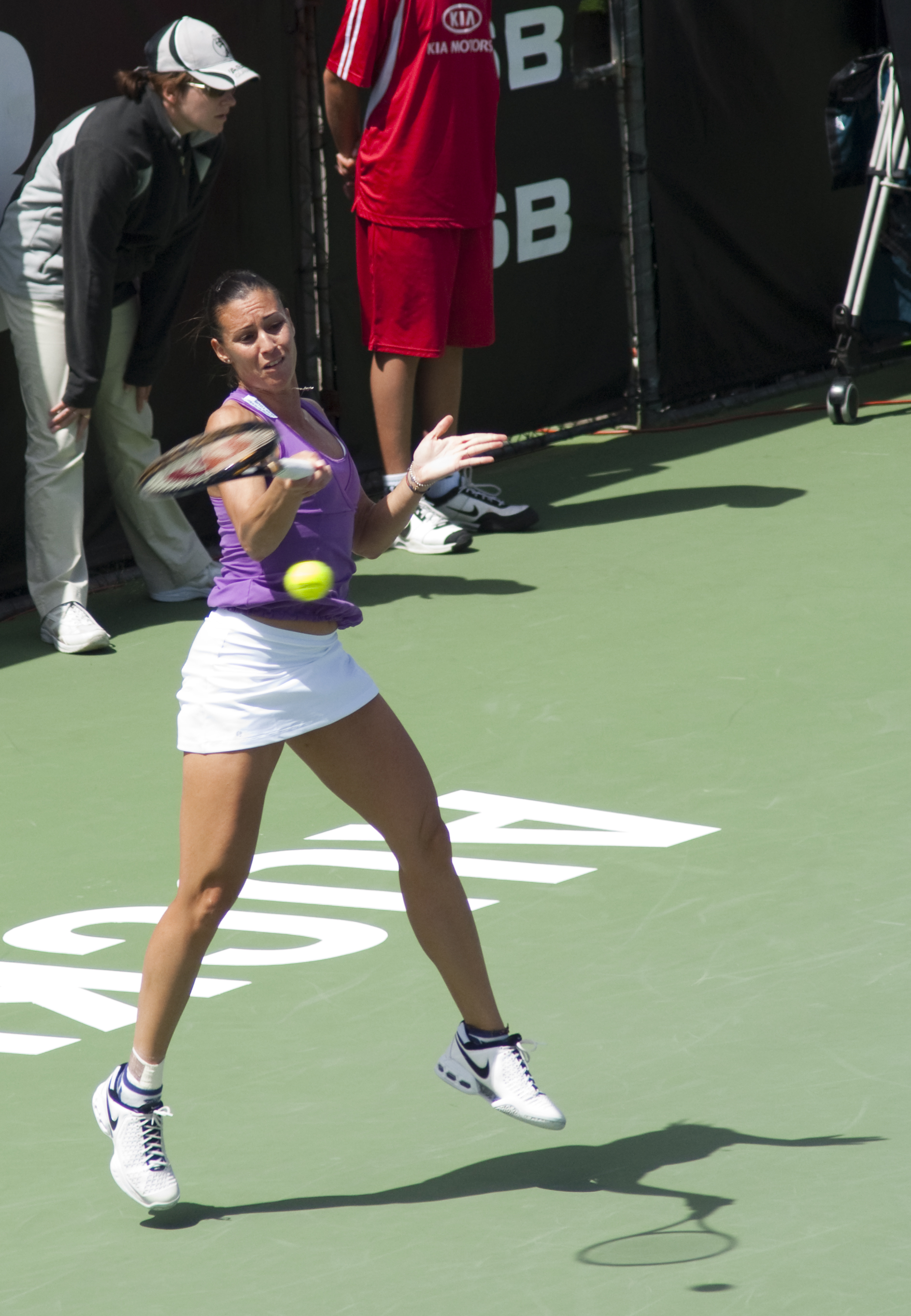
Flavia Pennettaová, 2010
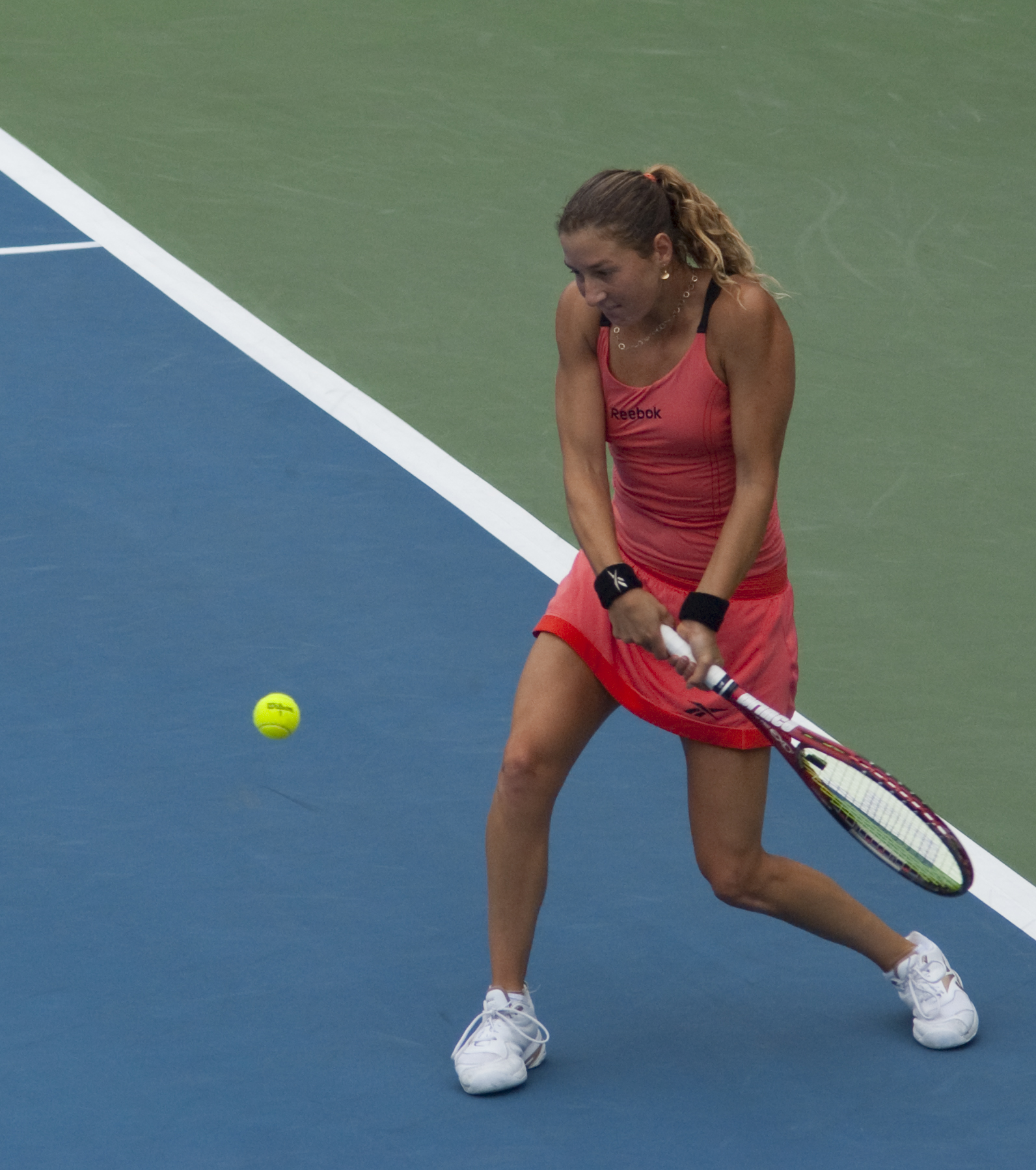
Šachar Pe'erová, 2010
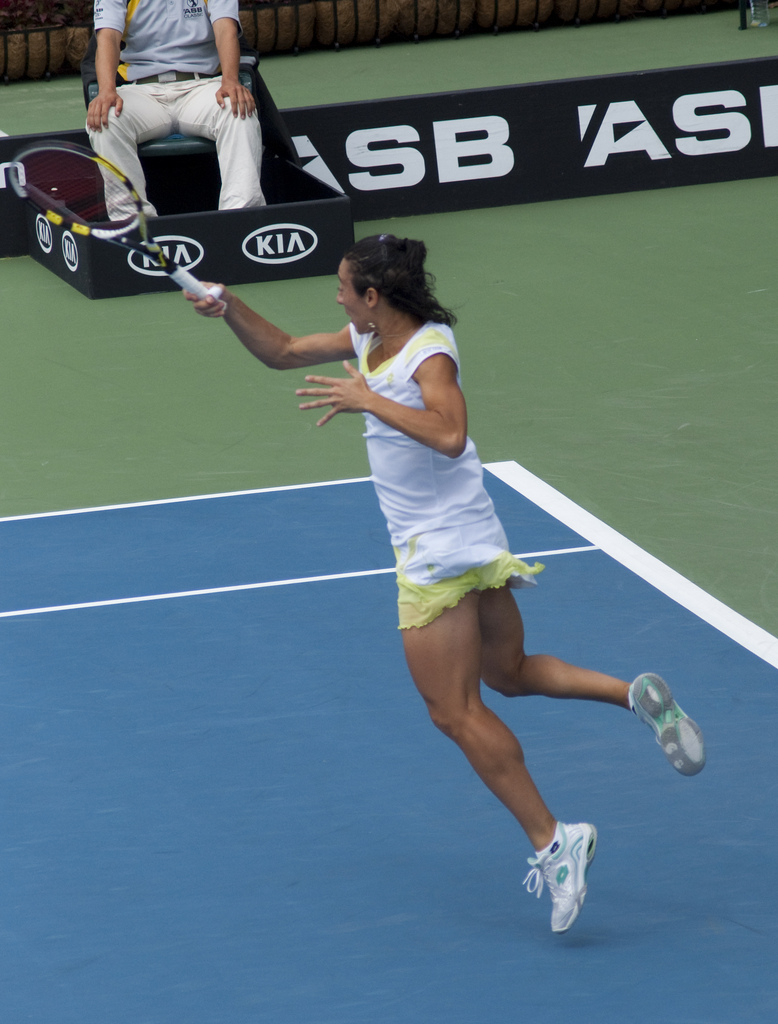
Francesca Schiavoneová, 2010